# Giuseppe Valarioti
(Giuseppe Valarioti, contro la 'ndrangheta in un comizio elettorale del 1980)
Giuseppe Valarioti (Rosarno, 1º marzo 1950 – Nicotera, 11 giugno 1980) è stato un politico e attivista italiano.
Dirigente del Partito Comunista Italiano fu ucciso dalla 'Ndrangheta, e fu il primo politico vittima della mafia calabrese.

## Biografia
Nacque in una famiglia di piccoli agricoltori, raggiunse la maturità classica presso il Liceo Ginnasio N. Pizi di Palmi e in seguito si iscrisse alla facoltà di Lettere Classiche dell'Università degli Studi di Messina, ove conseguì la laurea nel 1974.
Negli anni seguenti esercitò la cattedra di Storia e Filosofia al Liceo Scientifico R. Piria di Rosarno, oltre a collaborare agli scavi nel sito archeologico di Medma e ad approfondire studi sulla civiltà magno-greca, pubblicando anche numerosi scritti sull'argomento.
A metà degli anni '70 si iscrisse al Partito Comunista Italiano e divenne segretario della sezione di Rosarno, venne anche eletto consigliere comunale di Rosarno per il PCI.

## Lotta alla 'Ndrangheta
Dirigente del PCI sempre accanto agli operai, braccianti agricoli, studenti per tutelare i diritti, il lavoro, lo sviluppo sociale-culturale-economico della Piana di Gioia Tauro e della Calabria e contrastare lo strapotere 'ndranghetista e del malaffare politico-istituzionale che opprimevano le speranze di cambiamento della Calabria, fu assassinato in un agguato mafioso (a colpi di lupara) di matrice tuttora oscura l'11 giugno 1980, al termine di una cena tenuta insieme ai compagni di partito per festeggiare una vittoria elettorale importantissima perché con quel voto i cittadini rosarnesi avevano dato sostegno a Valarioti e ai suoi Compagni e alle loro battaglie di civiltà e avevano detto no ai soprusi della 'ndrangheta. La campagna elettorale era stata infuocata e caratterizzata da pesanti intimidazioni (l'auto bruciata al candidato PCI al consiglio provinciale Giuseppe Lavorato, l'incendio appiccato alla sezione cittadina sempre del PCI) e minacce nei confronti degli esponenti comunisti che avevano impostato l'attività elettorale contro i boss 'ndranghetisti e i loro loschi affari, ma che portò comunque alla vittoria per Valarioti e i suoi compagni (furono eletti sia il candidato da loro proposto per il consiglio regionale che il candidato per il consiglio provinciale), tutto ciò non fu tollerato dalla criminalità organizzata che decise di rispondere in modo sanguinario in modo tale da ristabilire il predominio criminale sul territorio.

## Il processo
Il processo indiziario svoltosi nel 1982 a Palmi vedeva imputato il capobastone della famiglia 'ndranghetista Pesce Giuseppe Pesce e si concluse con l'assoluzione del boss con formula ampia. Successivamente, nel 1983, avviene una svolta che consente di far luce sull'omicidio, questo grazie alle dichiarazioni del pentito Pino Scriva che chiarisce il movente e indica i mandanti e gli esecutori materiali del delitto mafioso, infatti, secondo gli atti processuali e le numerose testimonianze dell'epoca (in particolare quella di Scriva), l'origine dell'omicidio andrebbe ricercata nel connubio tra 'ndrangheta, affari sporchi e malapolitica che ruotava attorno alla cooperativa "Rinascita" di Rosarno, una delle prime esperienze associazionistiche nel settore della produzione e della trasformazione agrumicola, nata proprio grazie all'impegno del PCI ed inoltre per l'impegno anti'ndrangheta di Valarioti che in comizi, convegni e all'interno del Consiglio comunale denunciava il malaffare politico-mafioso.
Per quanto riguarda invece i mandanti ed esecutori il collaboratore di giustizia tirò in ballo le 'ndrine dei Pesce e dei Piromalli indicando anche l'autore materiale dell'assassinio in Francesco Dominello (in seguito ucciso); tali dichiarazioni però non portarono nemmeno all'apertura di un nuovo processo e il tutto si chiuse con un'archiviazione, le parole di Scriva non vennero neanche utilizzate nel processo d'appello contro Giuseppe Pesce (poiché all'epoca non erano state trasmesse alla Procura Generale di Reggio Calabria) che venne nuovamente assolto.
L'11 marzo 2011 è stato costituito un comitato che chiede la riapertura delle indagini sul caso Valarioti. Secondo il Comitato, sull'omicidio di Valarioti è necessario assicurare giustizia ma anche e soprattutto stabilire una verità storica condivisa per recuperare e rendere attuale l'esempio del dirigente comunista ucciso.

## Tributi
A Valarioti è stata intitolata una delle piazze principali di Rosarno, a poche decine di metri dalla Casa del Popolo, vecchia sede del PCI, che porta il suo nome. Al centro della piazza, in anni più recenti, è stata collocata una scultura, opera dell'artista Maurizio Carnevali, che rappresenta la morte di Valarioti ed è stata dedicata "a tutte le vittime di mafia". Il Comune di Rosarno, negli anni '90 ha anche istituito un premio, intitolato a Valarioti che, nelle varie edizioni, è stato concesso all'impegno antimafia e a quello sociale dimostrato da vari enti, personaggi e istituzioni.
L'ex sindaco di Rosarno l'on. Giuseppe Lavorato nel 2010 all'auditorium del liceo scientifico di Rosarno (per la commemorazione per i 30 anni dell'omicidio Valarioti) disse: «Se non c'è dubbio che le attività economiche presenti a Rosarno e nella Piana furono certamente il fine dell'assassinio, il fatto scatenante fu lo scontro politico che la mafia intese come sfida pericolosa per il suo prestigio, il suo potere, i suoi disegni».
(Giuseppe Lavorato, per la commemorazione per i 30 anni dell'omicidio Valarioti)
(Giuseppe Lavorato, Memorial Giuseppe Valarioti - Nicotera, 11 giugno 2013)
(Giuseppe Lavorato, per la commemorazione dei 40 anni dell'omicidio Valarioti)